# 三昧耶戒
三昧耶戒（さんまやかい）とは、仏教の教えの一つである「後期大乗仏教」に分類される密教において、その教えを学ぶ前に結縁や許可を目的とする灌頂の儀式を通じて、これから密教を学ぶための資格と義務として、信者や僧侶・瑜伽行者らに与えられる「密教独自の戒律」を指して言う。三昧耶（samaya：サマヤ）とはサンスクリット語で「約束」や「契約」を意味し、三昧耶戒は「（仏との）約束に基づく戒め」、あるいは「密教における誓約」というような意味になる。

## 概略
いわゆる仏教の戒律には、歴史的な流れに沿って段階的に声聞乗の戒律、大乗の戒律、密教の戒律があり、このうち、密教だけに存在する戒律のことを『三昧耶戒』という。

## 三昧耶戒の種類
主要な項目は以下のようになる。
中期密教 日本密教・中国密教（唐密）
- 密教の菩提心戒

後期密教 チベット密教・中国密教
- 密教の菩提心戒
- 十四根本堕（戒）
- 八支粗罪戒
- 五智如来の三昧耶戒
- 身口意三業三昧耶戒

密教の資格を伴う戒
- 阿闍梨戒

後期密教に付随する訓戒
- 師事法五十頌
- 菩薩律儀二十頌
- 菩薩行三十七頌

特殊な戒
- 『大日経』に説く密教の「十善戒」
- 無上瑜伽タントラの主要な五タントラの経典に説く戒
- 大円満戒

## 三昧耶戒の受戒
伝法灌頂において授かるため、三昧耶戒の授戒は一般には行われない。

## 戒相
密教における三昧耶戒は、漢伝密教における『四重禁戒』と蔵伝密教における『十四根本堕』の根本的な戒律をいう。

### 日本密教の四重禁戒
- 不応捨正法戒（正法を捨ててはならない）
- 不捨離菩提戒（菩提心を捨ててはならない）
- 不応慳悋正法戒（正法を伝えることを惜しんではならない）
- 不応不利衆生行戒（衆生を利益しないような事があってはならない）

### チベットの十四根本堕（戒）
密教の代表的な戒律といえば、この『十四根本堕』（戒）である。通常は、この十四根本堕にも詳しい解説と「口伝」とがあり、後段として「三昧耶戒を守ることによる利益」、「三昧耶戒を犯すことによる過失」、「三昧耶戒を取り戻すための方便」の三つの教えが付随する。
また、この戒律はチベット密教では「作タントラ」と、「行タントラ」に属す戒律とされ、今日では、『時輪タントラ』に基づいて説明されることが多いが、他のタントラにも共通する重要な戒律である。1・4・5・7番目の四条が中心となる戒律である『四重禁戒』と、十条の戒律とで構成されるが、これら十四条の戒律を破ると密教における『波羅夷罪』に相当する。それ故に、「十四の根本である地獄に堕ちる罪」（十四根本堕）という名前が付けられている。
『十四根本堕』（戒）
1. 諸々の師僧や、僧侶（ラマ）[6]を軽蔑してはならない。
2. 御仏の言葉に違反してはならない。
3. 金剛兄弟（兄弟弟子）に対して、怒りを起こして争ってはならない。
4. 一切衆生への「慈悲」を捨ててはならない。
5. 「菩提心」を捨ててはならない。
6. 自他の宗派を誹謗してはならない。
7. 未熟な者には密教の教えを説いてはならない。[7][8]
8. 五蘊からなる仏を軽視してはならない。
9. 諸々の「自性法」を疑ってはならない。
10. 「慈悲」を毒する考えを、心に抱いてはならない。
11. 教えを、その名称によって差別してはならない。
12. 御仏を信仰する人の、「信心」を尊重しなければならない。
13. 既に得ている「三昧耶」を守らなければならない。
14. 智慧を自性とする「女性」を誹謗してはならない。

『三つの教え』
【三昧耶戒を守ることによる利益】
- 三昧耶戒を守ることで法の加護と、仏法の速やかな成就が得られる教え。

【三昧耶戒を犯すことによる過失】
- 三昧耶戒を破ることで様々な障害が起こり、死後に地獄に堕ちることに関する教え。

【三昧耶戒を取り戻すための方便】
- 三昧耶戒を失った際に、速やかに過失を取り除き、再び戒を得る以下の三段階の手順。

1. 戒師である師僧（根本ラマ）に対して供養する方法。
2. 仏・法・僧伽の三宝に三昧耶戒を犯したことを懺悔して、「懺法」を修する方法。
3. 再び灌頂を授かり、三昧耶戒を得るための方法。

## 八支粗罪戒
この『八支粗罪戒』は、先の『十四根本堕』よりも更に具代的に密教の「三昧耶戒」について述べたものである。また、当然のように『八支粗罪戒』にも詳しい解説と「口伝」とがあり、1・3・4番目の三条が中心の戒律となる。密教の法の伝授に際しては、師僧（根本ラマ）より必ずこの戒律の説明を受ける必要がある。なお、中国密教には龍樹阿闍梨（龍猛菩薩）によるこの戒の口伝が別に伝えられている。
『八支粗罪戒』
1. 密教の諸戒律と灌頂とを欠いて、明妃（みょうひ）[16]を得ることをしてはならない。
2. 集会や法会において、争いごとを起こしてはならない。
3. 世俗の女性[17]と、甘露[18]を自力で得ることをしてはならない。
4. 器を具えた弟子[19]に、教えを秘密にして説かないことがあってはならない。
5. 信心をもった問いに対して、（答え以外の）他の教えを説くことをしてはならない。
6. 声聞乗に属する寺に、七日間以上滞在してはならない。
7. いまだ成就していない瑜伽（密教ヨーガ）や、密教の法について自慢してはならない。
8. その時期が来ていないのに、深遠な法を説いてはならない。

## 五智如来の三昧耶戒
この戒律は、先に説かれている『密教の菩提心戒』が発展して出来た戒律。チベット密教においては瑜伽タントラに属する戒律であり、『金剛頂経』系に属する教えの全ての灌頂において授けられる。現在では、『時輪タントラ』の中において説かれる本初仏（アディブッダ）の「双入不二」の思想が、五仏を創造し出生することを根本原理として、五智如来に配する戒律の条項を『秘密相経』(vajira-sikhara-tantra)等を参考にして解説される。なお、灌頂を授かったならば、この戒律についても必ず師僧（根本ラマ）より詳しい解説と「口伝」を受ける必要がある。
戒律の内容は『五智如来の三昧耶戒』と『三誓願』の二つからなり、その内容は以下のようになる。
『五智如来の三昧耶戒』
- 仏部三昧耶戒

1. 願菩提心を継続しなければならない。
2. 行菩提心を継続しなければならない。
3. 密教の菩提心戒と、諸戒律を守らなければならない。

- 金剛部三昧耶戒

1. 金剛杵（大楽）の三昧を修さなければならない。
2. 五鈷鈴（空性）の三昧を修さなければならない。
3. 大手印（マハムドラー：「空楽不二」）の三昧を修さなければならない。
4. 上師相応法（グル・ヨガ）の三昧を修さなければならない。

- 宝生部三昧耶戒

1. 財産を布施しなければならない。
2. 教えを布施しなければならない。
3. 無畏を布施しなければならない。
4. 慈悲を布施しなければならない。

- 蓮華部三昧耶戒

1. 作タントラと、行タントラを成就しなければならない。
2. 瑜伽タントラを成就しなければならない。
3. 無上瑜伽タントラを成就しなければならない。
4. 三乗（声聞乗・大乗・金剛乗）の教えを会得しなければならない。

- 羯磨部三昧耶戒

1. 「外の供養法」（作タントラと、行タントラの供養法）を行なわなければならない。
2. 「内の供養法」（瑜伽タントラの供養法）を行なわなければならない。
3. 「秘密の供養法」（無上瑜伽タントラの供養法）を行なわなければならない。
4. 「トルマ」（食子）の供養法を行なわなければならない。
5. 「護摩」の供養法を行なわなければならない。
6. 「四種法」（滅罪・増益・敬愛・降伏）の供養法を行なわなければならない。

『三誓願』
1. 一切の有情を捨てないことを誓う。
2. 全ての戒律を護持することを誓う。
3. 伝授の修法を継続することを誓う。

## 身口意三業三昧耶戒
この戒律は『大日経』に説く、密教の「十善戒」が発展して出来た戒律である。チベット密教ではニンマ派によって伝承され、『ゾクチェン』に関係する教えや法の際に、『身口意灌頂』と呼ばれる「四灌頂」の儀式においてのみ授けられる戒律とされる。ニンマ派の「口伝」によると、この戒律と灌頂はグル・パドマサンバヴァ（蓮華生大師）によって直接チベットへと伝えられたものである。ただし、現在では『ゾクチェン』の教えと共に、カギュ派やサキャ派、中国密教にも伝えられ、今も伝承されている。
数ある三昧耶戒の中で、最も無上瑜伽タントラの特色を表している戒律であり、伝授の際には師僧（根本ラマ；ツァエラマ）から特に慎重に解説と「口伝」を受ける必要がある。また、その際における「口伝」はニンマ派でも参加人数を限定した高度な内容を伴うものであり、その教えを中断してはならないとされている。『身口意三業三昧耶戒』の内容は以下のようになる。
『身口意三業三昧耶戒』
「根本三昧耶戒」（身口意二十七根本三昧耶戒）
- 身業戒（身体による行いに関する戒）

外三昧耶戒
1. 殺してはならない。 「不殺生」
2. 盗んではならない。 「不偸盗」
3. 僧侶の場合；性交渉をしてはならない、「不淫」。 在家の場合；不倫をしてはならない、「不邪淫」。

内三昧耶戒
1. 父母を誹謗したり、金剛兄弟（兄弟弟子）を殺したり、自殺をしてはならない。
2. 仏法と「プトガラ」（pudgala：仏種）を否定してはならない。
3. 自らの体を傷つけたり、無理な苦行をしてはならない。

秘密三昧耶戒
1. 金剛兄弟を殴ろうと思ったり、衣服を汚したり、傷つけてはならない。
2. 金剛兄弟を殴ったり、根本ラマや明妃に暴力をふるってはならない。
3. 根本ラマの影を踏んだり、放逸な行為をしてはならない。

- 口業戒（言葉による行いに関する戒）

外三昧耶戒
1. 嘘をついてはならない。 「不妄語」・「不綺語」
2. 二枚舌を使ってはならない。 「不両舌」
3. 悪口をいってはならない。 「不悪口」

内三昧耶戒
1. 説法者を誹謗してはならない。
2. 思索者（哲学者）や仏教学者を誹謗してはならない。
3. 実践する人（布教者）や修行者を誹謗してはならない。

秘密三昧耶戒
1. 金剛兄弟の言葉（指導や忠告）に従わなければならない。
2. 根本ラマや明妃の言葉に従い、敬語を使わなければならない。
3. 根本ラマの教えをよく聞き、理解しなければならない。

- 意業戒（心による働きに関する戒）

外三昧耶戒
1. 怒りに任せて、他を害してはならない。 「不瞋恚」
2. 物惜しみや、貪りの心を起こしてはならない。「不慳貪」
3. 邪まな見方をしてはならない。 「不邪見」

内三昧耶戒
1. 邪まな思いや行いを、そのままにしてはならない。
2. 邪まな修行や行為への思いを、増長し、隠し、実現させようと思ってはならない。
3. 邪見に執着したり、常に考えたりしてはならない。

秘密三昧耶戒
1. 毎日三回、毎座（毎回）修行を怠ってはならない。
2. 毎日、毎座ごとに本尊の修法を行なわなければならない。
3. 毎日、毎座ごとにグル・ヨガを修し、金剛兄弟の世話をしなければならない。

「支分三昧耶戒」（五欲金剛二十五種三昧耶戒）
- 五所行（ごしょぎょう）

殺・盗・淫・妄語・悪口
- 五不断（ごふだん）

貪・瞋・痴・慢・嫉
- 五忍取（ごにんしゅ）

大香・水香・大血・大肉・菩提
- 五所知（ごしょち）

五蘊・五大種・五境・五根・五色
- 五所修（ごしょしゅう）

仏部・金剛部・宝生部・蓮華部・羯磨部

## 密教の資格を伴う戒
ここでいう「密教の資格を伴う戒」とは、『阿闍梨戒』のことを指している。『阿闍梨戒』は、日本密教では今は伝承されていないが、現在の中国密教では、段階的に「準阿闍梨灌頂」と「阿闍梨灌頂」とがあり、後者の「阿闍梨灌頂」において授かる。
チベット密教では、別尊の大法の灌頂や、『大幻化網タントラ』をはじめとする主要な五タントラの灌頂の際に、「瓶灌頂」等の後に「阿闍梨灌頂」を挟み、その際に授かる戒律である。また、中国密教では、別名を『随従阿闍梨戒』ともいう。
『阿闍梨戒』
1. 金剛乗（密教）の諸戒律に違反することがあってはならない。
2. 身口意の三業をもって、師僧（ラマ）に供養せよ。
3. 密教における「法」の伝統を軽視することがあってはならない。
4. 伝法と真言の伝授には、必ず師僧の許可を得ること。
5. 師僧が当地を離れた時は、力の限り道場（寺）を守ること。
6. 伝法に際しては敬虔であり、名利をもとめてはならない。

## 特殊な戒
ここで言う『特殊な戒』とは、主に密教経典や主要なタントラ経典に説かれる戒律のことを言う。日本の各宗派にはそれぞれの教えの特徴となる経典（依経：えきょう）があり、密教でいうと、例えば真言宗では『金剛頂経初会』と『大日経』を両部不二として所依の経典とし、あるいは伝統的には『五部経典』を依用している。この点は、無上瑜伽タントラに属する教えを継承するチベット密教においても同様で、それぞれの教義を生み出す背景となる根本のタントラ経典があり、それをチベットでは主要な「五タントラ」と呼び、「五タントラ」とそれを依用する宗派は次のようになる。『大幻化網タントラ』はニンマ派、『喜金剛タントラ』はサキャ派、『勝楽タントラ』はカギュ派、『秘密集会タントラ』はゲルク派、『時輪タントラ』はチョナン派においてそれぞれ依用されている。
ここでは日本になじみのないタントラ経典に説かれる戒律として、チベットで最も早期に成立した宗派であるニンマ派の旧訳とされる『大幻化網タントラ』において説かれる戒律を紹介する。
『大幻化網タントラの三昧耶戒』
この戒律は、根本の五条と、支分の十条からなる。なお、これらは無上瑜伽タントラに説かれる戒律なので、文字による表面的な意味ではなく、象徴としての深い意味を持つので、必ず有資格者である無上瑜伽タントラの指導者であり、このタントラの伝授に関する知識と経験を有する金剛阿闍梨（ドルジェ・ロプン）からの詳しい解説と、口伝によって理解する必要がある。
「根本の五条」
この戒律に違反したものは、『大幻化網タントラ』に関するあらゆる成就と、仏教のゾクチェンに関する成就を失い、密教における生起次第の瞑想に多くの障害をもたらすことになるとされる。
1. 根本ラマ（師僧）を心より敬うこと。
2. 「無上」を捨ててはならない。
3. 常に真言（マントラ）を唱え、手印（ムドラー）を結び続けること。
4. 既に正道（金剛乗の修行）に入った者を慈しみ、助けること。
5. 「法器」ならざる者に対して、教えの秘密をもらしてはいけない。

「支分の十条」
支分の戒律は、ゾクチェンの境地の見解でもある「輪廻と涅槃は無差別」の意味を積極的に表したものであり、前の五条と、後ろの五条からなる。
一、「五毒を捨ててはならない」。
前の五条は、大悲（悲無量心）を基とした深い心に関する戒律である。密教の菩薩である瑜伽行者は、覚りを得ていながらも涅槃に赴くことなく、苦しみの根本となる煩悩を捨てずに輪廻の世界へと再び生まれ、世々において一切有情を救おうという誓いを表している。ここでいう五毒とは、チベット密教において輪廻のそれぞれの世界に生ずる原因となる五大根本煩悩を指している。また、「転識得智」（てんじきとくち）の考え方を採用し、五毒を変じて如来の五智とするので、その要素となる五毒を捨ててはならないとする説もある。
1. 貪（とん：貪り）を捨ててはならない。
2. 瞋（じん：怒り）を捨ててはならない。
3. 痴（ち：愚かさや愚痴）を捨ててはならない。
4. 慢（まん：慢心）を捨ててはならない。
5. 嫉（しつ：妬み［これは悪見と無明とに相当する］）を捨ててはならない。

二、「五甘露を捨ててはならない」。
後ろの五条は、大慈（慈無量心）を基として身体の生理を象徴的に表した戒律である。歴史上の仏陀は「生きとし生けるものたちを、殺してはならぬ、殺さしめてはならぬ」と戒められたが、この戒律は瑜伽行者自身の身体を含めた「生まれて来た命」、あるいは「生かされた命」を育むことを目的とし、一切有情である生きとし生けるもの達をあるがままに受け入れて残らず救おうという誓いを表している。ここでいう「五甘露」は、『身口意三業三昧耶戒』の「五忍取」と同じものを指す。ただし、用語として生命の維持のために身体から排泄される様々な物の言葉を使用するが、その表面的な意味にとらわれることは無上瑜伽タントラへの誤解を生む原因となることは言うまでも無い。一切有情を肉体の面から救済する方便として、現代の医療では、ノロウイルスの検知や成人検診でも知られる「検便」や「検尿」、「採血」や様々な「触診」や「マンモ検診」、成人男性の「精力回復」等、今日では常識となっているこれらの医療行為は、無上瑜伽タントラが説かれた8世紀 - 12世紀において、カーストの高い地位にある僧侶や王族にとってはまさに禁忌の知識とされたが、阿闍梨の五明に見られるように密教僧の医者にとっては、有情の苦しみを救う立派な治療法であった。勿論その方法は先駆的であり原始的ではあるが、現在もチベット密教の『四部医典』や、薬師如来の治療法を描いたタンカにもその図解が見られ、医学的な知識の無い者が見た際には今日でも奇異に感じられるほどであるから、当時はまさに狂人の行為、異端の仏教とみられたに違いない。
1. 大香（だいこう：供物の場合は「甘露丸・法薬」、生理現象を表す場合は大便）を捨ててはならない。
2. 水香（すいこう：供物の場合は「サフラン水」、生理現象を表す場合は小便）を捨ててはならない。
3. 大血（だいち：供物の場合は「食紅」、生理現象を表す場合は経血）を捨ててはならない。
4. 大肉（だいにく：供物の場合は「人形のトルマ」、生理現象を表す場合は人の肉体）を捨ててはならない。
5. 菩提（ぼだい：供物の場合は「ヨーグルト」、生理現象を表す場合は精液）を捨ててはならない。

なお、ここに挙げた「五甘露」の意味は、外と内と秘密の三つの教えのうち、外の「五甘露」についての限定的な意味である。

## 通戒と三昧耶戒の関係
あまり意識されてはいないが、三昧耶戒は密教の戒律であると同時に、歴史上の釈尊の教えに基づき段階的に発展した戒律であり、通戒（声聞乗・大乗・金剛乗に共通の戒）や菩薩戒の上に成り立つもので、両者を遵守しなければ三昧耶戒の条項に違反しなくても、三昧耶戒を得たことにはならない。それ故、正式な灌頂の儀式では、儀式の中で順番に通戒と菩薩戒、三昧耶戒の全てを授けるようになっている。ただし、現在の日本密教の灌頂次第では、灌頂の導師が戒律を伝えていないこともあり、一般の葬式と同様に時間短縮のためにも通戒と菩薩戒や、三昧耶戒を授けるのを省略して灌頂の儀式を行うこともある。